# O lucenti, o sereni occhi
O lucenti, o sereni occhi (HWV 144) è una cantata drammatica profana per soprano scritta da Georg Friedrich Händel nel 1707. Altri cataloghi della musica di Handel fanno riferimento a questo lavoro come Händel-Gesellschaft (HG) li, 28 (non c'è un numero Hallische Händel-Ausgabe, HHA).

## Storia della composizione
Il manoscritto originale di Händel della cantata non è sopravvissuto, ma una copia della collezione Santini suggerisce che il lavoro sia stato composto mentre il compositore era al servizio di Francesco Maria Marescotti Ruspoli. L'opera è databile al 1707; in essa Händel riutilizzò elementi della prima aria della sua opera Rodrigo, composta nello stesso anno.

## Struttura della composizione
Anche se il lavoro viene normalmente eseguito da una voce femminile, il testo non rivela se la "voce" sia maschio o femmina. La prima aria racconta come i begli occhi motivino il cantante a languire e morire. La seconda aria racconta come gli occhi fiammeggianti provocano al cantante sia piacere che dolore. Il lavoro è scritto per solo soprano e pianoforte (con indicazioni per basso figurato). La cantata contiene due abbinamenti aria-recitativo. Degno di nota in questo lavoro è  l'uso del silenzio, indicato con pause musicali.
Un'esecuzione della cantata dura normalmente circa otto minuti.

## Movimenti
Il lavoro consiste in quattro movimenti:
| Movimento | Tipo       | Tonalità  | Metro | Tempo   | Battute | Testo | Note |
| --------- | ---------- | --------- | ----- | ------- | ------- | --- | --- |
| 1         | Recitativo |           | 4/4   |         | 8       | O lucenti o sereni occhi, luci fatali, ben vi scorgo qual tremoli baleni; che fulmini d'amore presagite crudeli a questo core?                                            | Händel spezza le tre sillabe di "tre-mo-li" (tremare) con pause di croma per rappresentare il tremolio. |
| 2         | Aria       | la minore | 4/4   | Adagio  | 24      | Per voi languisco e moro, luci belle e pur godete. Voi, negandomi ristoro, dispettose m'uccidete.                                                                         | Include una indicazione "Da Capo", "Fine". Händel raffigura il dolore con l'accompagnamento di un trafiggente ritmo punteggiato. |
| 3         | Recitativo |           | 4/4   |         | 9       | Messagiero verace, or la guerra bramate, or la tregua vi piace, e per tormento all' alma innamorata siete qua'acri demoni d'averno, e nel ciel di belta lampi, d'inferno. | |
| 4         | Aria       | mi minore | 3/4   | Andante | 71      | In voi, pupille ardenti, ritrovo il mio piacer trovo la pena. Per voi, luci splendenti, quel faretrato amor, il mio dolente cor, stringe in catena.                       | Include un'indicazione "Da Capo", "Fine". Händel rende il "piacere" con una dissonanza e il "dolore" con note prolungate. Le pause musicali dopo "catene" ("Catena") suggeriscono che i musicisti stanno avendo difficoltà a continuare. |

Il numero di battute è il numero indicato nel manoscritto, non comprese le indicazioni di ripetizione. Quanto sopra è preso dal volume 51 dell'edizione Händel-Gesellschaft.

## Edizioni
- (EN)  Ellen T. Harris, Handel Complete Cantatas. Volume 2..   Note di copertina di Stefanie True, Marco Vitale, Contrasto Armonico, Georg Fiederich Händel, p. 7 [Handel's Italian Cantatas], Brilliant Classics, 9400. ASIN: B002VZ2MEO, CD (x1), 2009.